# Georg Lutz (Fußballspieler)
Georg Lutz (* 8. Juli 1915; † nach 1950) war ein deutscher Fußballspieler.

## Karriere
Lutz gehörte dem VfL Neckarau zuerst als Stürmer und dann als Abwehrspieler an, für den er in der Gauliga Baden ab 1936/37 bis 1943/44 70 Punktspiele mit 17 Toren bestritt. Am Saisonende 1940/41 gewann er mit seiner Mannschaft die Gaumeisterschaft, die infolgedessen auch an der Endrunde um die Deutsche Meisterschaft teilnahm. Er bestritt alle Spiele der Gruppe 4 und schied danach mit seiner Mannschaft als Gruppenletzter aus. In der Meisterschaftsrunde bestritt er als Verteidiger alle 16 Rundenspiele und verwandelte drei Elfmeter. Vor Torhüter Otto Diringer bildete er mit Karl Gönner das VfL-Verteidigerpaar. Das war auch der Fall in den zwei erfolgreichen Spielen gegen den VfR Mannheim (3:2/1:0) und ebenfalls am 2. März 1941 beim entscheidenden 4:1-Heimerfolg am Platz an der Altriper Fähre gegen den späteren Vizemeister VfB Mühlburg. Im Wettbewerb um den 1935 gestifteten Tschammerpokal bestritt er einzig das am 13. Juli 1941 mit 0:4 verlorene Erstrundenspiel beim FV Metz. In zwei Spielen trat der Verteidiger für die Badische Auswahl an: Am 9. März 1941 in Dresden beim Spiel gegen Sachsen (2:7) und am 9. November 1941 bei einer 1:3-Niederlage in Karlsruhe gegen die Vertretung des Niederrheins. In Dresden stand sein Vereinskollegen Gönner an seiner Seite, in Karlsruhe verteidigte er gemeinsam mit dem Waldhöfer Georg Siegel.
Nach dem Ende des Zweiten Weltkriegs spielte er für seinen Verein zunächst in der Saison 1945/46 in der zweitklassigen Landesliga Nordbaden. Aus dieser als Meister hervorgegangen und in die Oberliga Süd aufgestiegen, folgten zwei Saisons in dieser, bevor der Abstieg am Saisonende 1947/48 feststand. Seine letzte Saison beendete Lutz in der Landesliga Nordbaden 1950 mit der erneuten Meisterschaft.

## Erfolge
- Gaumeister Baden 1941